# هایکو بونان
هایکو بونان (به آلمانی: Heiko Bonan) بازیکن فوتبال و هافبک اهل آلمان شرقی بود که از سال ۱۹۸۹ میلادی عضو تیم ملی فوتبال آلمان شرقی بوده‌است. وی در ۲ بازی ملی حضور داشته و در بازی‌های ملی‌اش گلی به ثمر نرساند. هایکو بونان آخرین بازی ملی خود را در سال ۱۹۹۰ میلادی انجام داد.